# 磷溪镇
磷溪镇，是中华人民共和国广东省潮州市湘桥区下辖的一个乡镇级行政单位。
2013年6月28日，国务院批复同意广东省调整潮州市部分行政区划，将原潮安县的磷溪镇划归湘桥区管辖。

## 行政区划
磷溪镇下辖以下地区：
磷溪社区、塔后村、福聚村、塘边村、仙田一村、仙田二村、仙田三村、凤美村、埔涵村、窑美村、田心村、顶厝洲村、仙河村、急水村、饶砂村、后洋堤村、仙美村、北堤村、阳山村、内坑村、美堤村、岗湖村、溪口一村、溪口二村、溪口三村、溪口四村、溪口五村、溪口七村、溪口八村、英山村、西坑村和芦庄村。